# La Linea
La Linea (прев. Линија) је анимирана серија италијанског креатора Озвалда Кавандолија. Главни лик цртаног филма је човек који хода по бесконачној линији. Сам лик је такође нацртан користећи једну линију и део је линије по којој хода. Лик наилази на препреке и често се обраћа цртачу за помоћ. Позадинска боја се мења према расположењу карактера, али је део серије емитован у црно-белој техници. Оригинал, у форми стрипа, је био коришћен у рекламне сврхе, пре него што је направљен цртани филм. Аутор је форму стрипа често користио за иронију и критиковање друштвених појава. Стрип La Linea објављиван је у многим новинама.

## Позадина
La Linea је створена 1969. године, када је Кавандоли направио рекламни стрип за италијанског произвођача кухињске технике. Главни лик је био потпуно једноставан, детаљи и боја изостављени и публика се концентрисала на његова дела. Лик би поздравио цртача, кренуо да хода по линији и обично наишао на препреку. Једна од честих препрека је био изненадни прекид линије. Лик, коме је глас давао Карло Бономи, би се чинио нестрпљив и раздражљив и бунио би се цртачу, који би учтиво нацртао решење. Цртачева десна рука и оловка су приказани.
У периоду од 1977. до данас урађено је преко 250 епизода овог краткометражног цртаног филма. Пратећу музику у стилу џез креирали су Франко Годи и Kорадо Трингали.

## Језик
Језик који користи цртани лик La Linea је имагинаран, нека врста громалота (сатиричког језика коришћеног при позоришној мимици) а који је мешавина италијанског, ономатопеје и тзв. макаронизма, мешавине романо-латинског са страним језиком. Боја говора и стил гунђања из ситуације у ситуацију указују на емоционално стање карактера, на његов темперамент, при чему познавалац италијанског може да препозна и неке изразе у Ломбардисјком дијалекту. Међународној популарности лика у великој мери је допринела и уметничка мимика овог анимираног лика.

## Утицај на општу културу
La Linea је део инспирације у музичком споту песме групе Jamiroquai (Don't) Give Hate a Chance (2005), у којем се појављују тродимензионалне варијанте овог лика, као и рука и оловка уметника који га ствара.
У завршној секвенци једне епизоде јапанске аниме серије Time Bokan, три лика из серије се крећу на линији попут линије из серије La Linea.
Песма Bla Bla Bla – The Riddle Гиги Д'Агостиноа је посвећена серији La Linea, у чијем музичком видеу се појављује лик малог човека, анимиран да се креће у ритму музике.
У 2008. години, реномирани уметнички часопис The Artist одаје почаст Освалду Кавандолију и његовом карактеру, чије је епизоде током година цртало тридесет италијанских стрип-уметника.